# روموآلد دروباچینسکی
روموآلد دروباچینسکی (لهستانی: Romuald Drobaczyński؛ ۱۲ نوامبر ۱۹۳۰ – ۱۹ ژوئن ۲۰۱۲) یک کارگردان فیلم، هنرپیشه، صداپیشه و مدیر دوبلاژ اهل لهستان بود.
از فیلم‌ها یا مجموعه‌های تلویزیونی که وی در آن‌ها نقش داشته‌است می‌توان به آسایشگاه ساعت‌شنی اشاره نمود.